# کلاینلاینونگن
کلاینلاینونگن (به آلمانی: Kleinleinungen) یک منطقهٔ مسکونی در آلمان است که در Südharz واقع شده‌است. کلاینلاینونگن ۱۳۸ نفر جمعیت دارد.